# Olympische Sommerspiele 1992/Teilnehmer (Nepal)
| Gelbes Symbol für Goldmedaillen mit stilisierten Olympischen Ringen | Graues Symbol für Silbermedaillen mit stilisierten Olympischen Ringen | Braundes Symbol für Bronzemedaillen mit stilisierten Olympischen Ringen |
| ------------------------------------------------------------------- | --------------------------------------------------------------------- | ----------------------------------------------------------------------- |
| —                                                                   | —                                                                     | —                                                                       |

Nepal nahm an den Olympischen Sommerspielen 1992 in Barcelona, Spanien, mit zwei Sportlern (ein Mann und eine Frau) teil.

## Teilnehmer nach Sportarten

### Leichtathletik
- Hari Bahadur Rokaya
Marathon: 70. Platz

### Schießen
- Anita Shrestha
Frauen, Luftgewehr (10 Meter): 45. Platz